# Не час вмирати (фільм, 1958)
 Не час вмирати (англ. No Time To Die) — фільм 1958 року про американського сержанта в британській армії під час Другої світової війни. У США фільм мав назву Tank Force!

## Сюжет
У Північній Африці під час Другої світової війни, ескадра британських танків була знищена у битві проти німців.
Танк, яким командував американський сержант Девід Тетчер (Віктор Метьюр) підбитий, але він та водій танку на призвісько «Тигр» (Ентоні Ньюлі) виживають. Командувачу розвідки, сержант Кендаллу (Лео Генн), також вдається вижити.
Троє вцілілих швидко потрапляють у полон та транспортуються до італійського табору для військовополонених. Водночас Тетчер має секрет і намагається втекти при кожній вдалій можливості.

## У ролях
- Віктор Метьюр — сержант Девід Тетчер
- Лео Генн[en] — сержант. Кендалл
- Ентоні Ньюлі — «Тигр»
- Бонар Коллеано — поляк
- Лучана Палуцці — Карола
- Шон Келлі — Бартлетт
- Кеннет Фортеску — Джонсон
- Енн Обрі — італійська дівчина
- Джордж Кулуріс — комендант табору
- Альфред Берк — капітан Ріттер
- Девід Лодж — майор Фред Паттерсон
- Максвелл Шоу — шейх
- Алан Тілверн — Сільверіо
- Джордж Правда — німецький сержант
- Персі Герберт — 1-й британський солдат
- Кеннет Коуп — 2-й британський солдат
- Роберт Рітті — Альберто
- Мартін Боддей — полковник гестапо
- Річард Марнер — німецький полковник
- Пітер Елліот — італійський офіцер
- Джуліан Шер'є — 2-ий італійський офіцер
- Роберт Брюс — італійський водій
- Боб Сіммонс — Мустафа
- Андреа Маліндрінос — італійська кухарка
- Рей Шелдон — водій танка

## Виробництво
Фільм знятий за мотивами роману Рональда Кемпа 1954 року . Компанія Warwick Productions купила права на фільм у 1955 році та хотіла взяти на головну роль Монтгомері Кліфта . Сая Бартлетта запросили написати сценарій.

## Цікаві факти
- Kinematograph Weekly вказав, що фільм добре показав себе в британському прокаті в 1958 році.[5]
- Стрічка має таку ж саму назву, як 25-ий фільм про Джеймса Бонда «Не час вмирати» (2020). Більше того, у 1962 році з'явиться перший фільм про Джеймса Бонда «Доктор Ноу», спродюсований Альбертом Броколлі, з Теренсом Янгом у якості режисера, Річардом Мейбаумом у якості сценариста, та Тедом Муром у якості оператора. Боб Сіммонс виконує роль Бонда у Barrel Gun, а також роль полковника Бувара у четвертому фільмі про агента 007«Кульова блискавка» (1965). До речі, Лучана Палуцці також з'являється в цьому фільмі.